# Holothuria leucospilota
Holothurie noire, Trépang à canaux blancs
Espèce
Synonymes
- Holothuria lagoena Haacke
- Holothuria vagabunda Selenka, 1867
- Stichopus leucospilota Brandt, 1835

Statut de conservation UICN

 LC  : Préoccupation mineure
Holothuria leucospilota, communément appelé Holothurie noire ou Trépang à canaux blancs, est une espèce de concombres de mer de la famille des Holothuriidae.

## Description
C'est une holothurie d'aspect caractéristique, au corps allongé de forme cylindrique, arrondi aux deux extrémités et légèrement effilé vers l'arrière. Elle peut mesurer jusqu'à 60 cm de long pour 6 cm de diamètre et peser 900 g, mais la taille la plus communément rencontrée se situe autour de 30 cm de long en moyenne. Elle est de couleur noire (avec parfois des reflets rougeâtres, sans pigmentation marquante). Son tégument (peau) est hérissé de petites papilles coniques et molles ainsi que de podia, qui sont plus gros sur la face ventrale (où ils sont équipés de ventouses blanches et disposés en rangées). Le tégument est fin et lisse, et il est souvent couvert d'un film de mucus protecteur. Vingt tentacules buccaux rayonnent autour de la bouche. Quand elle se sent menacée, cette espèce émet des tubes de Cuvier,.

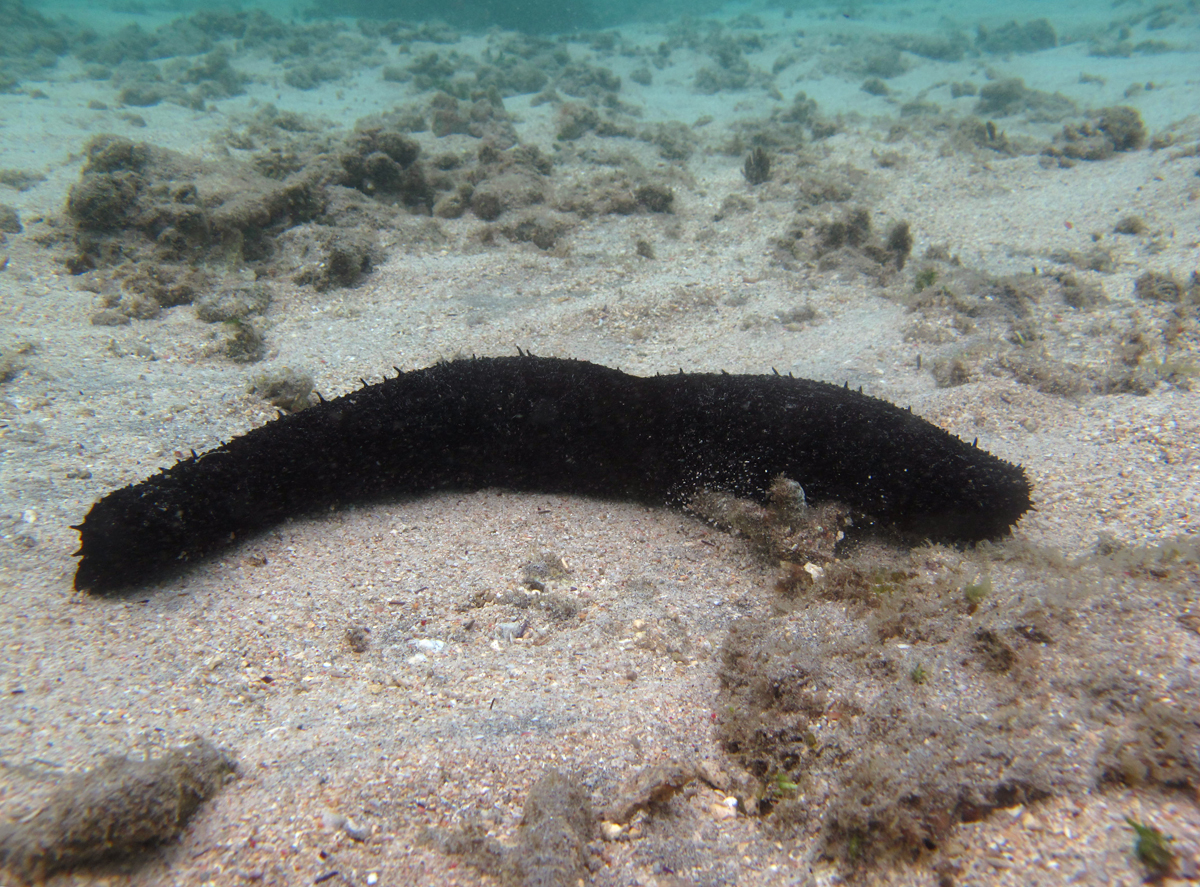
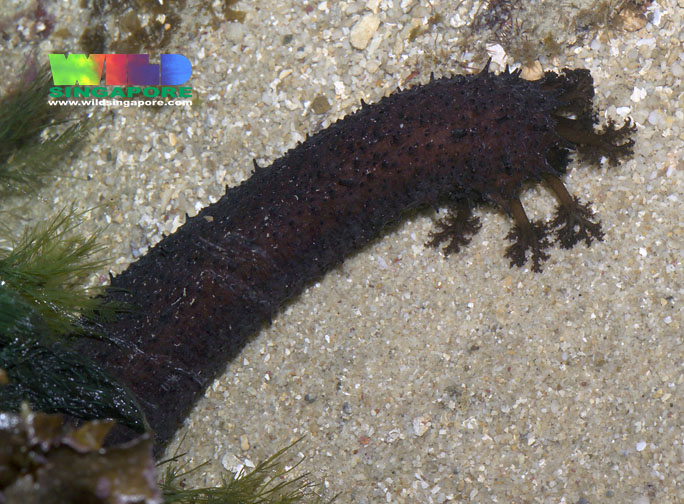
Les tentacules buccaux allongés et brun sombre sont typiques.
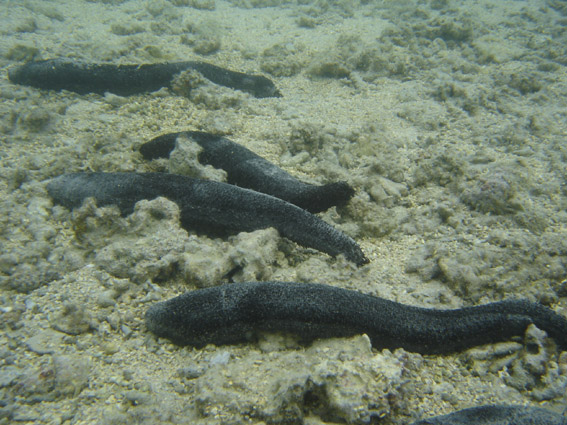

Dans son aire de répartition, on peut confondre cette espèce avec Holothuria atra (plus épaisse, aux tentacules buccaux ne dépassant presque jamais de la bouche, souvent couverte de sable laissant des séries de taches nues, et sans tubes de Cuvier), avec Holothuria coluber (grise, plus allongée, avec des tentacules jaune pâle) ou certaines Actinopyga (plus massives, pourvues de dents anales et sans tubes de Cuvier). 

## Habitat et répartition
Cette espèce est très largement répartie dans le bassin Indo-Pacifique tropical ainsi qu'en Mer Rouge, de l'Égypte à la Californie. Cela en fait l'une des holothuries à l'aire de répartition la plus vaste.
Espèce benthique, on la trouve posée sur le fond, principalement dans les lagons calmes, sur fonds sableux peu profonds (entre 1 et 10 m de profondeur). Elle est notamment très présente dans les herbiers de La Réunion et de Madagascar, où sa densité peut atteindre 5 000 individus/ha.

## Écologie et comportement

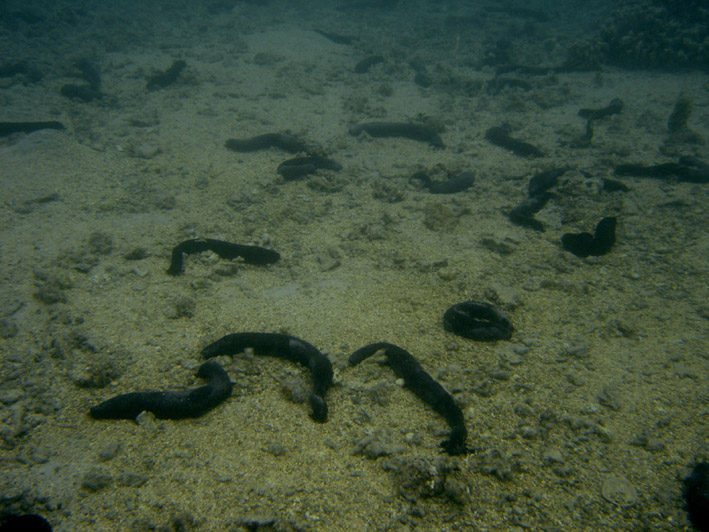
agrégation dense dans un herbier sous-marin à la Réunion.

### Alimentation
Comme de nombreuses holothuries de son ordre, cette espèce se nourrit en ingérant le substrat sableux, qu'elle trie grossièrement et porte à sa bouche à l'aide de ses tentacules buccaux ; les particules organiques qu’il contient sont ensuite digérées, et des pelotes de sable propre sont évacuées pas l’anus. 
Cette holothurie forme parfois des agrégations importantes : elle participe ainsi très activement au processus de recyclage du sédiment.

### Reproduction
La reproduction est sexuée, et la fécondation a lieu en été, après émission synchronisée des gamètes mâles et femelles en pleine eau (les holothuries adoptent alors une position érigée caractéristique). La larve évolue parmi le plancton pendant quelques semaines avant de se fixer pour entamer sa métamorphose.
Une reproduction par scissiparité est aussi observée.

## Relations à l'homme
Cette espèce est comestible, et consommée ponctuellement dans certains pays où les holothuries de peu de valeur commerciale sont exploitées, notamment les îles pauvres et pendant les périodes de disette. Dans les îles Cook, les femmes et les enfants les collectent pendant l'été pour prélever leurs organes reproducteurs pour la consommation, rejetant ensuite l'animal à la mer : les excellentes capacités de régénération de ces holothuries rendent cette pêche relativement durable et permettent de conserver les stocks dans un bon état relatif. Cette espèce est aussi vendue sur certains marchés du sud-est asiatiques comme trepang de second choix, et sa valeur commerciale est relativement faible.
Comme cette espèce est largement répandue et d'un intérêt commercial limité, elle n'est pas considérée comme une espèce en danger par l'UICN.